# 나가시마번
나가시마번(일본어: 長島藩 나가시마한[*])은 일본 에도 시대 이세국 구와나군 나가시마(현 미에현 구와나시 나가시마정)에 있던 번이다. 번청은 나가시마 성이다.

## 번의 역사
나가시마는 센고쿠 시대 때 덴쇼 2년(1574년)에 있었던 오다 노부나가의 공격으로 잇코 잇키슈(一向一揆衆) 2만 명이 대량 학살된 것으로 유명한 곳이다.
그 후, 나가시마 성의 성주는 다키가와 가즈마스・오다 노부카쓰・도요토미 히데쓰구 등으로 어지럽게 바뀌었다가 게이초 3년(1598년)에 후쿠시마 마사노리의 동생 후쿠시마 다카하루가 1만 석으로 나가시마에 들어왔다. 게이초 5년(1600년) 다카하루는 야마토국 우다 마쓰야마 번으로 이봉되었다.
이듬해인 게이초 6년(1601년)에 도쿠가와 가문(徳川氏)의 후다이 다이묘인 스가누마 사다요리가 고즈케국 아보 번에서 2만 석으로 나가시마 성에 들어오면서 나가시마 번이 설치되었다. 2대 번주 스가누마 사다요시는 나가시마 성의 개수・조카마치의 건설・농지 개간 등을 실시하여 번 통치의 기초를 확고히 하였다. 그러나, 사다요시는 겐나 7년(1621년)에 오미국 제제번으로 옮겨가게 되었고, 나가시마 번은 이에 따라 일시 폐번이 되었다.
게이안 2년(1649년), 히사마쓰 마쓰다이라 가문(久松松平家)의 마쓰다이라 야스나오가 시모쓰케국 나스 번에서 1만 석으로 나가시마에 들어오면서 나가시마 번이 다시 설치되었다. 그러나 야스히사의 차남으로, 조쿄 2년(1685년)에 그 뒤를 이어 2대 번주에 취임한 마쓰다이라 다다미쓰가 겐로쿠 15년(1702년)에 발광하여 중신을 살해했기 때문에 영지가 몰수되어 버렸다.
대신 히타치국 시모다테 번으로부터 마시야마 마사미쓰가 2만 석으로 나가시마에 들어왔다. 마시야마 씨(増山氏)는 마사미쓰의 백부인 마시야마 마사토시가 4대 쇼군 도쿠가와 이에쓰나의 생모 호주인(宝樹院)의 남동생이었던 관계로 다이묘의 지위에까지 오른 후다이 다이묘 가문이다. 6대 번주 마시야마 마사야스와 7대 번주 마시야마 마사나오는 모두 와카도시요리를 역임하였다. 이후, 마시야마 가문은 8대에 걸쳐서 나가시마 번을 지배하였다. 메이지 4년(1871년)의 폐번치현에 의해 나가시마 번은 폐지되어 나가시마 현이 되었다가 그 후 아노쓰 현(安濃津県)에 편입되었다.
나가시마는 삼각주 지대였기 때문에 홍수에 의한 수해를 자주 입었고, 이를 해결하기 위해 전답을 등급화하는 등 재해 대책이 실시되었다.

## 역대 번주
노다 스가누마 가문
1. 스가누마 사다요리(菅沼定仍) 재위 1601년 ~ 1605년
2. 스가누마 사다요시(菅沼定芳) 재위 1605년 ~ 1621년

폐번 1621년 ~ 1649년
히사마쓰 마쓰다이라 가문
1. 마쓰다이라 야스나오(松平康尚) 재위 1649년 ~ 1685년
2. 마쓰다이라 다다미쓰(松平忠充) 재위 1685년 ~ 1702년

마시야마 가문
1. 마시야마 마사미쓰(増山正弥) 재위 1702년 ~ 1704년
2. 마시야마 마사토(増山正任) 재위 1704년 ~ 1742년
3. 마시야마 마사타케(増山正武) 재위 1742년 ~ 1747년
4. 마시야마 마사요시(増山正贇) 재위 1747년 ~ 1776년
5. 마시야마 마사카타(増山正賢) 재위 1776년 ~ 1801년
6. 마시야마 마사야스(増山正寧) 재위 1801년 ~ 1842년
7. 마시야마 마사나오(増山正修) 재위 1842년 ~ 1869년
8. 마시야마 마사토모(増山正同) 재위 1869년 ~ 1871년

## 마시야마가 나가시마번의 가신
- 토토키 바이가이 (유관(儒官))
- 토토키 바이가야 (유관(儒官), 바이가이의 양자)

## 막부 말기의 영지
- 이세국
  - 쿠와나군 중 57개 마을
- 토토미국
  - 하이바라군 중 24개 마을 (시즈오카번에 편입)

메이지 유신 후에 쿠와나군 18개 마을 (카사마츠대관소 관할의 구 막부령), 카즈사국 스에군 41개 마을 (구 막부령 2개, 하타모토령 1개, 마에바라번령 1개, 이이노번령 2개, 야스후사카즈현사령 36개, 내역은 막부령 11개, 하타모토령 24개, 여력급지 2개, 니시바타번령 4개, 지샤료 만 2개)가 더해졌다. 또한 상급이 존재하기 때문에 마을 숫자의 합계는 일치하지 않는다.

## 같이 보기
- 폐번치현